# .356 Winchester

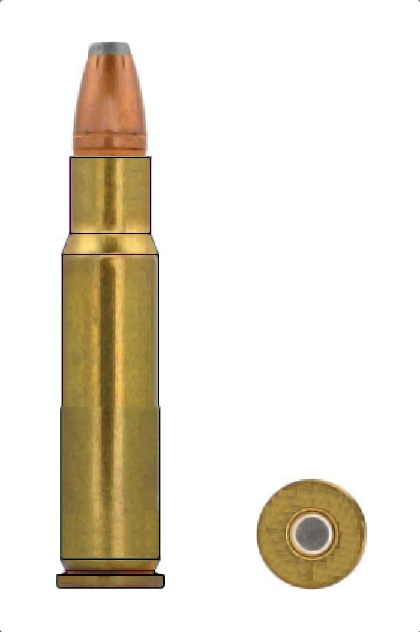
O .356 Winchester.

O .356 Winchester é um cartucho de fogo central para rifle, com semi-aro em formato de "garrafa", projetado para uso em rifles por ação de alavanca pela Winchester Repeating Arms Company. O .356 Winchester foi desenvolvido simultaneamente ao .307 Winchester, ambos tiveram como base o mesmo estojo.

## Histórico
Ambos os cartuchos foram introduzidos em 1982 no então novo rifle por ação de alavanca Model 94 XTR. Apesar da Marlin Firearms ter lançado o seu Marlin 336ER para esse cartucho logo depois, ela o retirou de linha em 1987. O .356 Winchester nunca alcançou um grande popularidade, e depois de uma reintrodução em 1988, ele saiu de linha novamente na década de 1990.

## Dimensões

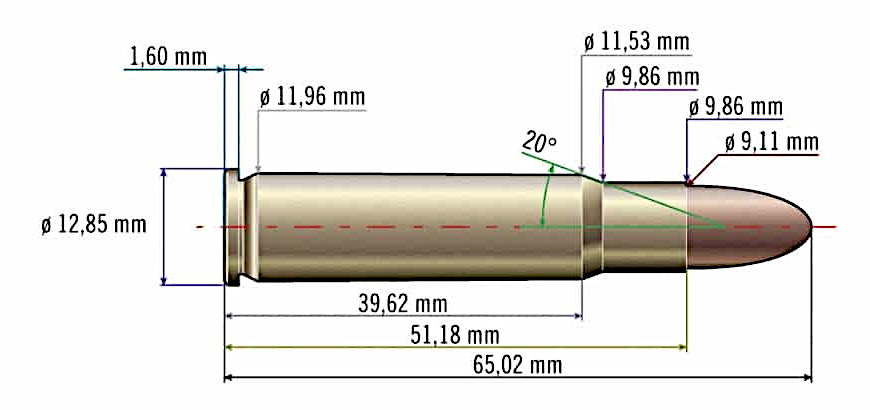